# Gourville
Gourville – miejscowość i gmina we Francji, w regionie Nowa Akwitania, w departamencie Charente. W 2013 roku populacja ówczesnej gminy wynosiła 635 mieszkańców.
Dnia 1 stycznia 2019 roku połączono dwie wcześniejsze gminy: Gourville oraz Rouillac. Siedzibą gminy została miejscowość Rouillac, a nowa gmina przyjęła jej nazwę. 